# Firmicus werneri
Firmicus werneri är en spindelart som beskrevs av Simon 1906. Firmicus werneri ingår i släktet Firmicus och familjen krabbspindlar.
Artens utbredningsområde är Uganda. Inga underarter finns listade i Catalogue of Life.